# Подложе
Подложе (словен. Podlože) су насељено место у општини Мајшперк, Подравска регија, Словенија.

## Историја
До територијалне реорганизације у Словенији било је у саставу старе општине Птуј.

## Становништво
У попису становништва из 2011. године, Подложе је имало 282 становника.
| Број становника према пописима | Број становника према пописима | Број становника према пописима |
| ------------------------------ | ------------------------------ | ------------------------------ |
| 1991                           | 2002                           | 2011                           |
| 240                            | 266                            | 282                            |

Напомена: Године 1974. умањено за део насеља који је припојен насељу Птујска Гора.